# Каолак (город)
Каола́к (фр. Kaolack) — город в западной части Сенегала.

## География и экономика
Город Каолак находится на правом берегу реки Салум, приблизимтельно в 100 километрах от её устья, к юго-востоку от столицы Сенегала, города Дакар. Административный центр сенегальской области Каолак.
Каолак является центром выращивания арахиса и его переработки в Сенегале. До 90 % производимого здесь арахисового масла идёт на экспорт. Важное значение также имеет местный торговый порт.

## Климат
| Показатель                    | Янв. | Фев. | Март | Апр. | Май  | Июнь | Июль  | Авг.  | Сен.  | Окт. | Нояб. | Дек. | Год   |
| ----------------------------- | ---- | ---- | ---- | ---- | ---- | ---- | ----- | ----- | ----- | ---- | ----- | ---- | ----- |
| Средний суточный максимум, °C | 34,1 | 37,0 | 38,9 | 40,1 | 39,6 | 37,0 | 34,5  | 33,1  | 33,4  | 35,7 | 36,8  | 34,4 | 36,2  |
| Средняя температура, °C       | 25,3 | 27,4 | 29,1 | 30,2 | 30,8 | 30,3 | 29,4  | 28,6  | 28,5  | 29,5 | 28,7  | 25,6 | 28,6  |
| Средний суточный минимум, °C  | 16,4 | 17,8 | 19,3 | 20,4 | 22,0 | 23,6 | 24,3  | 24,0  | 23,6  | 23,4 | 20,5  | 16,9 | 21,0  |
| Норма осадков, мм             | 0,8  | 0,1  | 0,1  | 0,0  | 1,6  | 41,5 | 134,7 | 220,0 | 155,3 | 49,8 | 4,6   | 1,0  | 609,5 |
| Источник:                     |      |      |      |      |      |      |       |       |       |      |       |      |       |

## История
В Средневековье Каолак являлся столицей государства Салум. В начале XVI столетия город назывался Кагоне и являлся крупным торговым центром, возникшим вокруг священного дерева. В XVII—XVIII столетиях эту местность заселяли несколько родов общего происхождения. В это время происходила интенсивная исламизация местного населения; поклонение традиционным африканским религиям, праздники которых отмечались на ближнем островке Койонг, прекращалось. В начале XIX века вся территория вдоль реки Салум переходит под контроль Франции. С середины того же столетия основной местной сельскохозяйственной культурой становится арахис.
В самом начале XX века Каолак становится важным центром мусульманского ордена Тиджанийа. В 1910 году появляется его отделение (Рибат) в Леоне. Отделение ордена Медина Мбабба (также называемая Медина I) получило своё имя по одному из местных старейшин ордена, Мбабба Нджаай. Второе отделение с мечетью было открыто в начале 1930-х годов в районе Медина Байе (Медина II), на северо-востоке города. Религиозное общество Тиджанийа района Медина Байе распространило всё влияние далеко за пределы Сенегала и имеет свои отделения в городах Чикаго (США) и Кано (Нигерия).
В 1911 году через город прошла железнодорожная линия, послужившая причиной резкого роста городского населения (с 5600 жителей в 1925 до 44 000 в 1930 году).

## Население
По данным на 2013 год численность населения города составляла 182 061 человек.
Динамика численности населения города по годам:
| 1988    | 1997    | 2001    | 2002    | 2013    |
| ------- | ------- | ------- | ------- | ------- |
| 150 961 | 199 023 | 243 209 | 172 305 | 182 061 |

## Экология
Каолак по праву считается одним из грязнейших городов Африки. На улицах свалены горы мусора, питьевая вода отсутствует, уровень безработицы крайне высок. Воздух, особенно в летние месяцы, полон ядовитых испарений от расположенных в городе и за его пределами гигантских свалок. Постоянны эпидемии малярии, холеры и жёлтой лихорадки. Уже в XXI веке здесь имела место эпидемия проказы. Несколько лучшая экологическая обстановка лишь в некоторых западных кварталах города.

## Города-побратимы
- Аоста, Италия
- Мериньяк, Франция

## Известные уроженцы и жители
- Ибрагим Байе Ниасс (1900—1975) — мусульманский учёный, один из известнейших религиозных деятелей середины XX века в Западной Африке.
- Амаду Ламин Салль (род. 1951) — поэт и вице-президент Сенегальского ПЕН-центра, основатель Африканского Международного Дома Поэзии (La Maison africaine de la poésie internationale)[2], сделавшего Сенегал одним из главных литературных центров континента.
- Абдул Боли Кан (род. 1963) — филолог, главный промоутер африканской культуры в России в 1990-х — 2000-х годах.

## Галерея

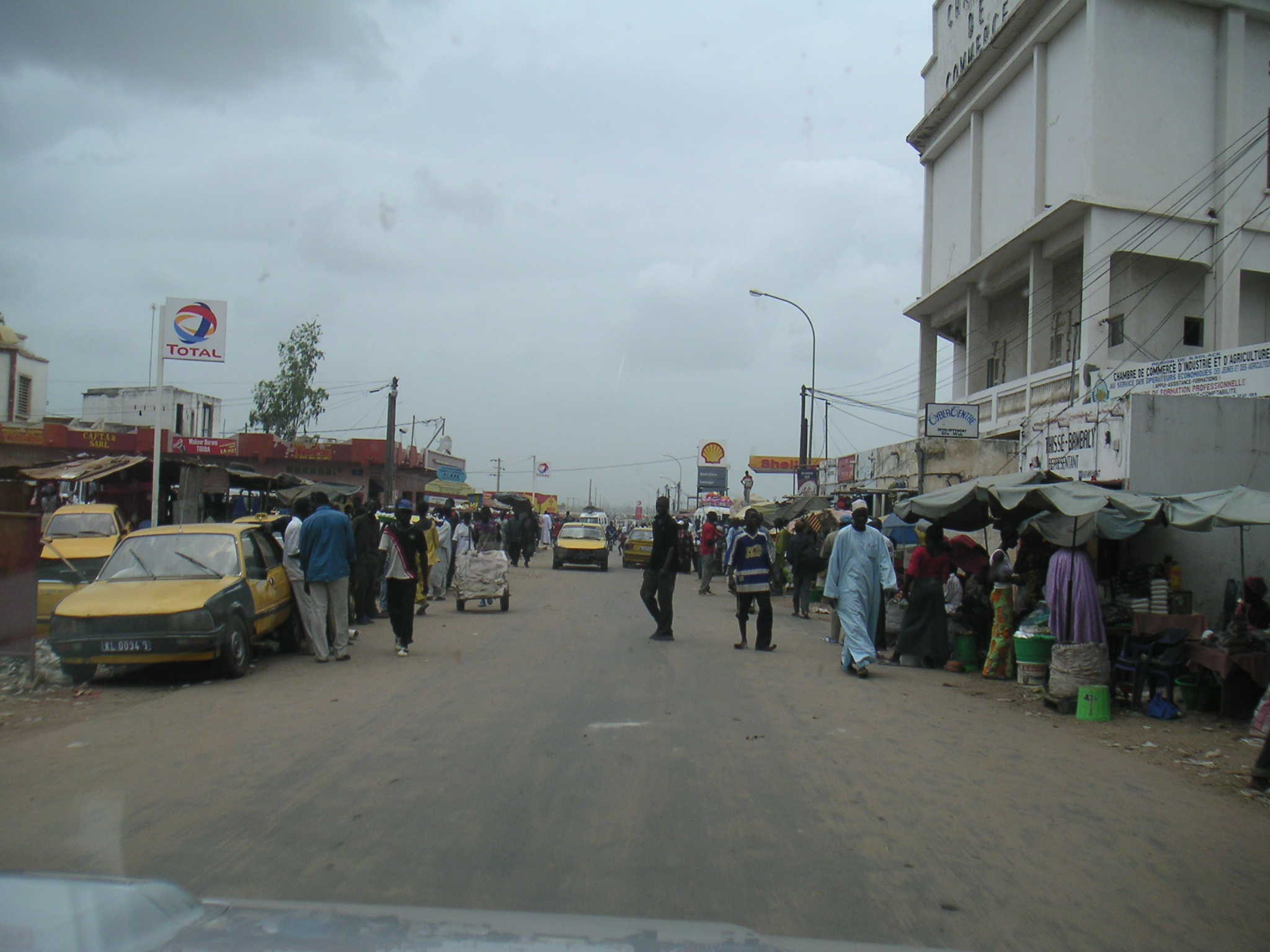
Центральная часть города
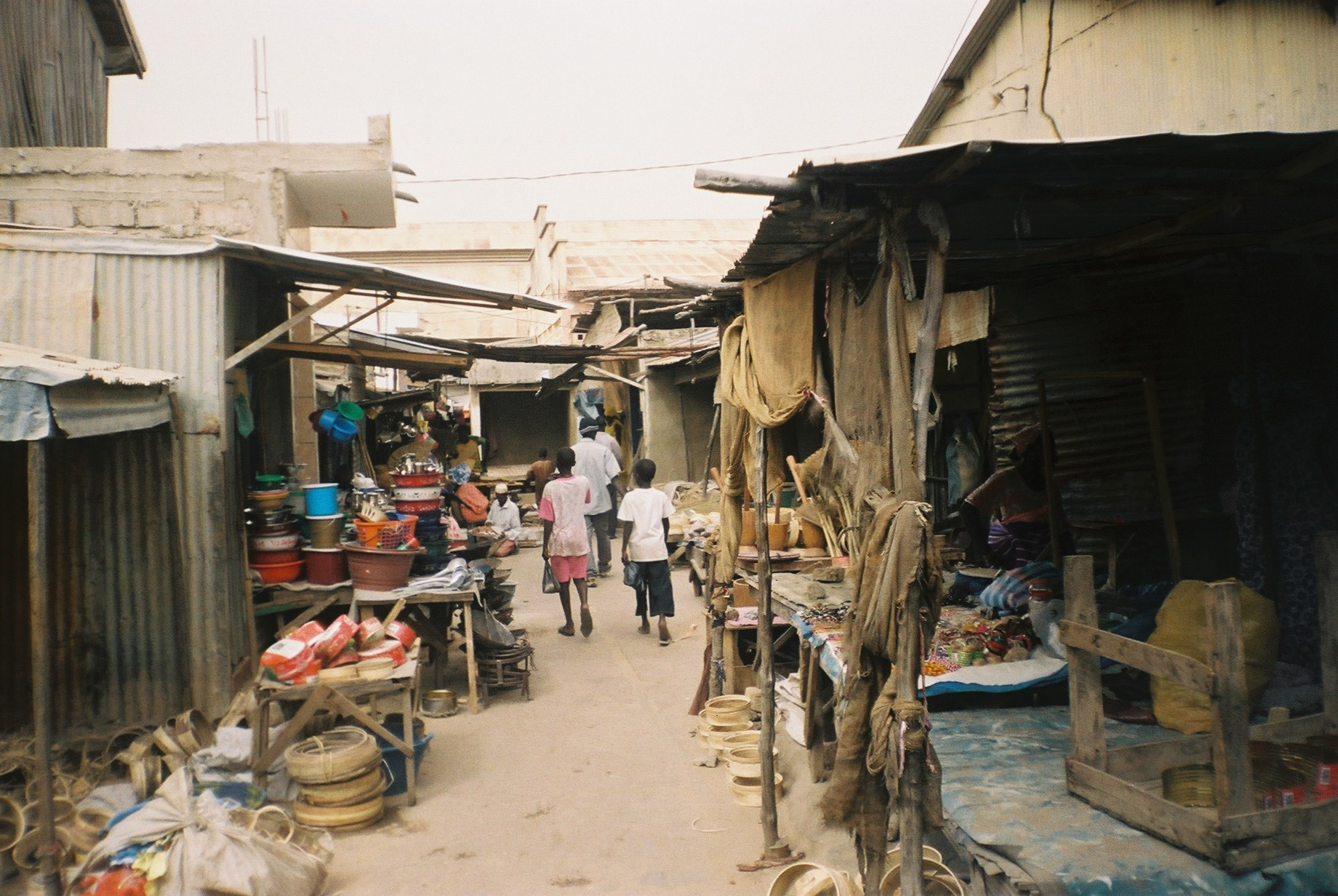
Городской рынок
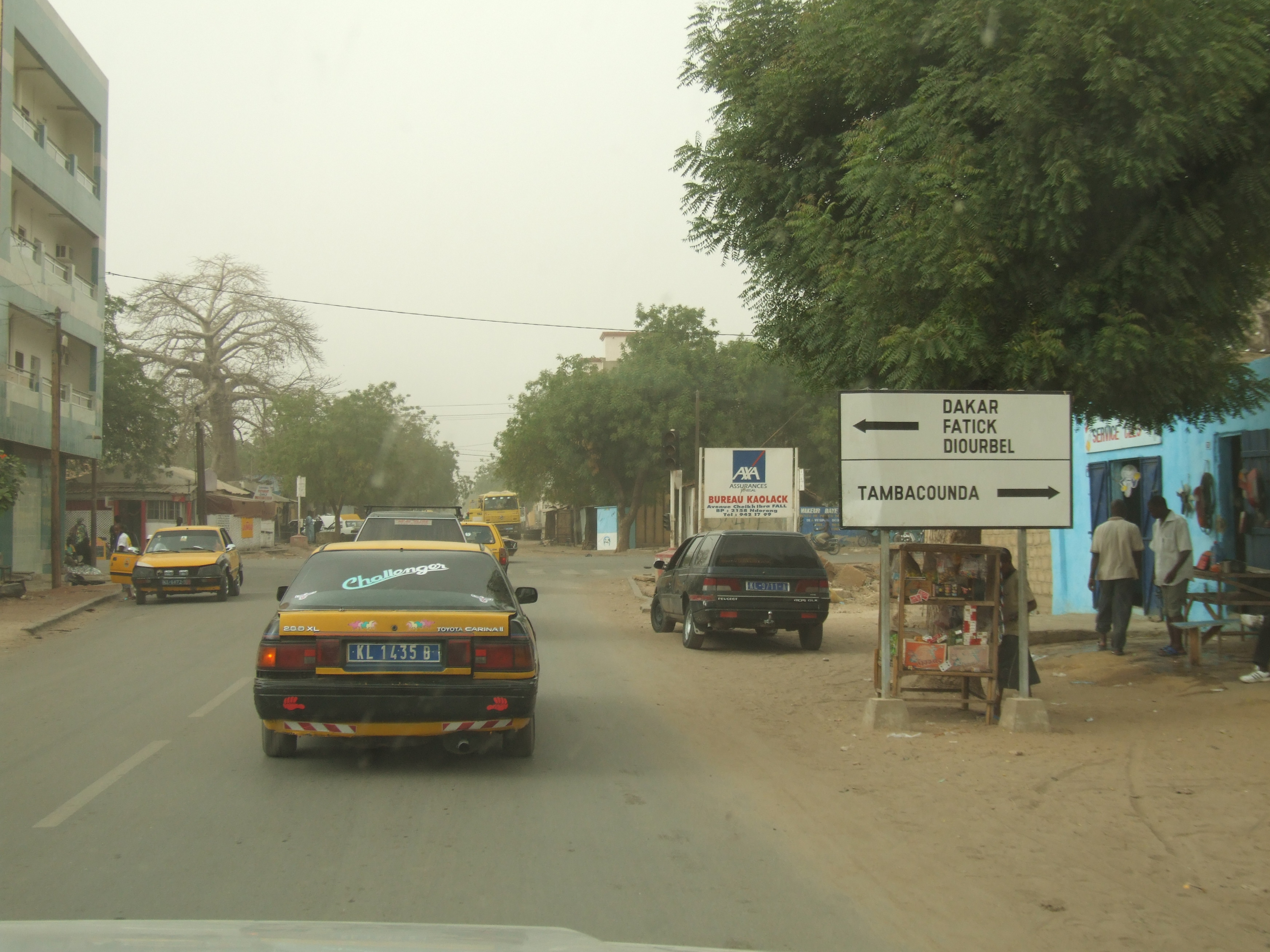
Одна из улиц

## Температура
Январь — +15-+32 С
Февраль — +25-+26 С
Март — +22-+38 С
Апрель — +29-+40 С
Май — +31-+38 С
Июнь — +34-+45 С
Июль — +38-+50 С
Август +40-+60 С
Сентябрь — +32-+40 С
Октябрь — +22-23 С
Ноябрь — +19-33 С
Декабрь — +20-27 С.